# Cinta Damai (Medan Helvetia)
Cinta Damai is een bestuurslaag in het regentschap Medan van de provincie Noord-Sumatra, Indonesië. Cinta Damai telt 16.996 inwoners (volkstelling 2010).